# Агенция за статистика на Косово
Агенцията за статистика на Косово (на албански: Agjencia e statistikave të Kosovës; на сръбски: Agencija za statistiku Kosova), съкратено АСК, е статистическа агенция, подчинена на правителството на Косово.
Създадена е официално през 1948 г., от 1999 г. започва да функционира като независима агенция. След обявяването на независимостта на Косово през 2008 г. агенцията организира първото преброяване на населението, което е през 2011 г. Тя се подкрепя от международни организации и статистически агенции, като ОССЕ, ООН и др.